# うららちゃんはプロレスなんて大嫌い!
『うららちゃんはプロレスなんて大嫌い!』（うららちゃんはプロレスなんてだいきらい）は堀博昭による日本の漫画作品。
『チャンピオンクロス』（秋田書店）にて、2017年2月7日から2018年7月まで連載された後、『チャンピオンクロス』と『Champion タップ!』を統合した『マンガクロス』に移籍して2018年8月から2019年6月4日まで連載された。
兄と妹のきょうだい喧嘩を膨らませたギャグマンガであるが、作者の堀はプロレスファンとしての集大成漫画と位置付け随所にストーリーと無関係なプロレスネタを入れ込んでおり、単行本巻末に推薦知識として『有田と週刊プロレスと』、『プロレス地獄変』、『教養としてのプロレス』、『プロレスを見れば世界がわかる』の視聴及び読書、そして「WJ」、「マグマメイツ」の単語を検索することを勧めている。

## あらすじ
成績優秀の妹・うららは日々、兄とプロレスごっこという名の喧嘩に明け暮れる。彼女に声をかける男たちは兄によって物理的に撃ち落とされ、女子高生のだれもが犬軍団を知っている、平成維震軍は常識だとクレイジーな洗脳をされていた。しかしそんな嘘は思春期とともに崩れ、うららは兄離れを図っていたからだ。兄を倒さねばプロレスのない平穏な生活は訪れない。果たしてうららにそれは訪れるのか!?

## 登場人物
桃乃井 うらら（もものい うらら）
成績優秀、顔もかわいいが、腹筋ムキムキ。ただしラブレターを知らないなど、世間的知識が兄によって仕込まれたプロレス知識に侵され欠落している。このため友達ができないのは兄のせいだと思っている。髪型は赤茶髪でミディアムボブ。常に鉢巻をしている。大好物はバケツプリン。
高度なスープレックス技からパワーボムなどのパワー技、空中技まで使いこなす。クリスマスには電流爆破され、ファイヤーデスマッチのトーチで体の前後を挟まれた（その後カウンターのスープレックスで兄を投げ返している）。
桃乃井 正樹（もものい まさき）
通称：お兄ちゃん。降りかかる不幸の種をプロレス技で蹴散らす妹思いの兄。しかし実情は友達がいないため、妹を「プロレス会話の俺専用話し相手」として洗脳しただけであった。理由は不明だが、連載時点で解散しているWJプロレスを激推ししている。大好物はバケツプリン。最終回ではプロデビューが決まっている。
小町河 玲奈（こまちがわ れな）
うららの幼なじみでロングヘア―。癒し系美少女で会長令嬢。重度の虚弱体質で圧倒的に体が弱い。心拍数が上がると独霧のように吐血してしまう残念な癒し系美女。巨乳。のちにUWFスタイルを習得。
金澤 克比古
通称ゴング。「ぶったまげる力茶」を愛飲する。50代に見える容姿だがうららのクラスメイト。小・中と学年1位の成績だったが、うらら、玲奈にテストの得点をごぼう抜きされ恨んでいる。

## 書誌情報
- 堀博昭『うららちゃんはプロレスなんて大嫌い!』秋田書店〈少年チャンピオンコミックスEXTRA〉、全2巻
  1. 2018年7月15日発売 ISBN 978-4-253-25236-2
  2. 2018年8月15日発売 ISBN 978-4-253-25237-9